# Verstemmen (Sichern)
Verstemmen bezeichnet in der Technik eine Methode der Schraubensicherung gegen unerwünschtes Lockern durch einen gezielten Schlag mit einem Körner gegen das Gewindeende. Dadurch wird das Gewinde in einem kleinen Bereich beschädigt, so dass ein Lösen der Verschraubung nur mit Kraftaufwand gegen einen Widerstand möglich ist.
Sichern durch Verstemmen lässt sich an gleicher Stelle nicht beliebig oft wiederholen, da das Material dabei dauerhaft verformt wird. Oft findet sich an zu sichernden Verschraubungen beim Außengewinde eine Längsnut, in die ein dafür vorgesehener Überstand (Sicherungsbund) am Innengewinde der Mutter durch Hammerschlag eingebogen („verstemmt“) wird.